# Bellator 33
 Bellator XXXIII  foi um evento de MMA organizado pelo Bellator Fighting Championships, ocorrido no dia 21 de outubro de 2010 no Liacouras Center em Philadelphia, Pennsylvania. O evento foi transmitido ao vivo na Fox Sports Net e suas afiliadas regionais.

## Background
O evento principal era esperado para receber Eddie Alvarez defendendo seu título contra o vecedor do Torneio da Segunda Temporada, Pat Curran. Curran se lesionou, e Alvarez então foi colocado para enfrentar Roger Huerta em uma luta não válida pelo Título.
Wilson Reis vs. Deividas Taurosevičius era esperado para participar do card principal; porém, a luta não foi televisionada por motivos desconhecidos.